# David W. Zucker

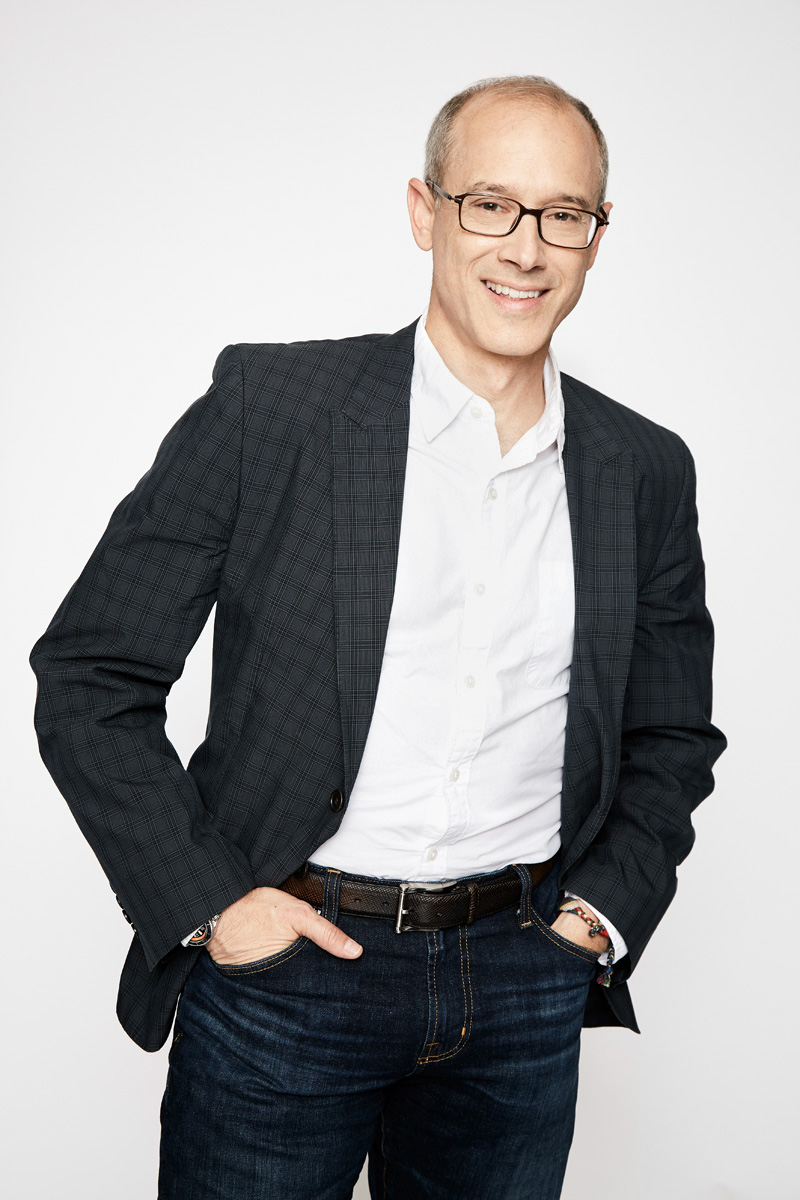
David W. Zucker

David W. Zucker es un ejecutivo de televisión. Actualmente es Presidente de Televisión de Scott Free Productions. Es el productor ejecutivo de la adaptación televisiva del libro de Philip K. Dick The Man in the High Castle para Amazon, del programa The Good Fight para CBS, de la serie de antologías de horror The Terror de AMC, del drama Strange Angel de CBS y de la adaptación televisiva de The Passage de FOX, la trilogía de libros de fantasía de Justin Cronin. Los próximos proyectos incluyen la serie limitada The Hot Zone de National Geographic, basada en el libro de Richard Preston y protagonizada por Julianna Margulies. También se está produciendo una serie de ciencia ficción de TNT, Raised by Wolves, la primera que dirige Ridley Scott, un drama sobre androides que crían niños en una colonia en el espacio exterior.
Durante el mandato de Zucker, Scott Free ha producido varios programas, incluyendo el nominado al Emmy y al Golden Globe, el drama ganador del Peabody, The Good Wife; el drama criminal Numb3rs; la serie de sátira de verano BrainDead en CBS; el drama médico de la Guerra Civil Mercy Street en PBS; y la comedia de acción de media hora de duración en Amazon protagonizada por Jean-Claude Van Damme como Jean-Claude Van Johnson. Entre los programas de gran formato destacan la serie de telefilmes de National Geographic Channel Killing, nominada al premio Emmy (que incluye Killing Reagan, Killing Jesus, Killing Kennedy y Killing Lincoln), Klondike para Discovery Channel, y The Pillars of the Earth para Starz, nominada al premio Emmy y al Globo de Oro, Mundo sin fin para Reelz, el nominado al Emmy Into the Storm para HBO, el nominado al Emmy The Andromeda Strain y Coma para A&E, el nominado al Golden Globe The Company en TNT, y una serie digital de larga duración para Xbox/Microsoft, Halo: Nightfall. Scott Free también produjo programas de no ficción, incluyendo Crimes of the Century y el documental ganador del Emmy Gettysburg especial para el History Channel. Anteriormente, Zucker trabajó como editor de historias en la serie de televisión de CBS Judging Amy, escribió guiones piloto para CBS y ABC, así como varias obras de teatro. Zucker se desempeñó como Vicepresidente de Drama Series para CBS y Vicepresidente de Drama Series y Programas Actuales en Warner Bros. Televisión.

## Créditos
| The Passage (piloto)        | Productor ejecutivo    | 2017        |
| Perfect Citizen (piloto)    | Productor ejecutivo    | 2017        |
| 3001: The Final Odyssey     | Productor ejecutivo    | Desconocido |
| The Terror (piloto)         | Productor ejecutivo    | 2017        |
| Jean-Claude Van Johnson     | Productor ejecutivo    | 2017        |
| The Good Fight              | Productor ejecutivo    | 2017        |
| Mercy Street                | Productor ejecutivo    | 2015–2017   |
| The Man in the High Castle  | Productor ejecutivo    | 2015–2017   |
| Killing Reagan              | Productor ejecutivo    | 2016        |
| BrainDead                   | Productor ejecutivo    | 2016        |
| Killing Jesus               | Productor ejecutivo    | 2015        |
| The Good Wife               | Productor ejecutivo    | 2009–2015   |
| Halo: Nightfall             | Productor ejecutivo    | 2014        |
| Klondike                    | Productor ejecutivo    | 2014        |
| The Vatican (pilot)         | Productor ejecutivo    | 2014        |
| Killing Kennedy             | Productor ejecutivo    | 2013        |
| Crimes of the Century       | Productor ejecutivo    | 2013        |
| Killing Lincoln             | Productor ejecutivo    | 2013        |
| World Without End           | Productor ejecutivo    | 2012        |
| Coma                        | Productor ejecutivo    | 2012        |
| Prophets of Science Fiction | Productor ejecutivo    | 2011–2012   |
| Gettysburg                  | Productor ejecutivo    | 2011        |
| The Pillars of the Earth    | Productor ejecutivo    | 2010        |
| The Real Robin Hood         | Productor ejecutivo    | 2010        |
| Nomads (piloto)             | Productor ejecutivo    | 2010        |
| NUMB3RS                     | Productor ejecutivo    | 2005–2010   |
| Into the Storm              | Productor ejecutivo    | 2009        |
| The Andromeda Strain        | Productor ejecutivo    | 2008        |
| The Company                 | Coproductor ejecutivo  | 2007        |
| Law Dogs (piloto)           | Productor ejecutivo    | 2007        |
| Orpheus (piloto)            | Productor ejecutivo    | 2006        |
| Judging Amy                 | Escritor - 2 episodios | 1999        |

## Premios y logros
Durante su mandato, Scott Free ha producido un flujo constante de programas aclamados, incluyendo la serie limitada de ocho horas de Starz, Los Pilares de la Tierra de Ken Follett, nominado al Emmy y Globo de Oro, protagonizada por Ian McShane, Rufus Sewell y Donald Sutherland; y el subsiguiente World Without End, con Cynthia Nixon y Ben Chaplin para Reelz, que ganó una de las dos nominaciones al Emmy; Into the Storm de HBO, una secuela ganadora de un Emmy del telefilm ganador del Emmy, The Gathering Storm; para A&E, la miniserie nominada al Emmy, The Andromeda Strain de Michael Crichton, protagonizada por Benjamin Bratt; y el thriller médico nominado al WGA de Robin Cook, Coma, con Geena Davis, James Woods, Richard Dreyfus, y Ellen Burstyn. El thriller de espías de seis horas de TNT, The Company, fue nominado al Globo de Oro, junto con Michael Keaton y Alfred Molina. El drama político de CBS The Good Wife ha recibido el premio Peabody y ha sido nominado para dos premios Golden Globe.
En el campo de la no ficción, dos emisiones en 2013, las adaptaciones de los libros de Bill O'Reilly Killing Kennedy y Killing Lincoln, ambos entregaron calificaciones récord para el canal de National Geographic, mientras que la serie documental, Crimes of the Century, apareció en la CNN. También es notable el especial documental ganador de un Emmy, Gettysburg, producido para el History Channel.